# تخت آهنین (ترانه یخ و آتش)

تخت آهنین یک تخت پادشاهی تخیلی مربوط به سری ترانه یخ و آتش و همچنین اقتباس تلویزیونی آن یعنی بازی تاج و تخت است. پس از موفقیت سریال بازی تاج و تخت، تخت آهنین تبدیل به نمادی برای کل مجموعه شد.
جورج آر.آر. مارتین، خالق نغمه یخ و آتش تصویر طراحی شده از تخت آهنین در کتاب مصور «جهان یخ و آتش» را بهترین طراحی موجود از این تخت پادشاهی نامیده‌است. با این حال او اعلام داشته‌است که طراحی‌های پیشین - از جمله تخت آهنین در سریال - به چیزی که در ذهن داشته‌است، نزدیک هستند.
در دنیای یخ و آتش، این تخت را آگان تارگرین، معروف به آگان فاتح، بنیان‌گذار سلسله تارگرین با استفاده از شمشیرهای دشمنانش و آتش اژدها درست کرده‌است.